# George van Kleef
George "Jappie" van Kleef (Amsterdam, 24 juni 1961 - aldaar, 10 november 2005) was een Nederlands crimineel die het slachtoffer werd van een criminele afrekening.
Van Kleef behoorde in de jaren tachtig tot de Kinkerbuurt-bende van Kees Houtman, John Mieremet en Sam Klepper. Hij zou contacten hebben gehad met Willem Holleeder en was bevriend met Cor van Hout.
Op  de avond van 10 november 2005 werd hij rond kwart over acht nabij zijn woonboot in Amsterdam-Buitenveldert doodgeschoten door twee onbekende mannen, die vervolgens zouden zijn weggefietst in de richting van het Amsterdamse Bos. De dood van Van Kleef zou in verband staan met de liquidaties van Evert Hingst, John Mieremet en Kees Houtman, die een week eerder plaatsvonden. Van Kleef zou Houtman in opdracht van Holleeder hebben afgeperst en zijn liquidatie zou een wraakaktie zijn geweest.